# Оніщук Сергій Анатолійович
Сергі́й Анато́лійович Оніщу́к — капітан, Служба безпеки України.

## Нагороди
За особисту мужність і героїзм, виявлені у захисті державного суверенітету та територіальної цілісності України, вірність військовій присязі під час російсько-української війни
- нагороджений орденом «За мужність» III ступеня (27.5.2015).